# 歐申格羅夫 (麻薩諸塞州)
歐申格羅夫（英語：Ocean Grove）是位於美國麻薩諸塞州布里斯托縣的一個普查規定居民點。

## 人口
根據2020年美國人口普查的數據，歐申格羅夫的面積為2.17平方千米，當中陸地面積為1.71平方千米，而水域面積為0.45平方千米。當地共有人口2904人，而人口密度為每平方千米1,338.25人。